# 臨川区
臨川区（りんせん-く）は中華人民共和国江西省撫州市に位置する市轄区。

## 行政区画
- 街道:青雲街道、西大街街道、荊公路街道、六水橋街道、文昌街道、城西街道、鍾嶺街道
- 鎮:上頓渡鎮、温泉鎮、高坪鎮、秋渓鎮、栄山鎮、竜渓鎮、大崗鎮、雲山鎮、唱凱鎮、羅針鎮、羅湖鎮、太陽鎮、東館鎮、騰橋鎮、青泥鎮、孝橋鎮、撫北鎮、展坪鎮、崇崗鎮
- 郷:連城郷、桐源郷、湖南郷、七里崗郷、嵩湖郷、鵬田郷、茅排郷、河埠郷

## 交通

### 鉄道
- 中国鉄路総公司
  - 昌福線
    - 撫州駅

### 道路
- 高速道路
  - 福銀高速道路
  - S42 東昌高速道路
  - S46 撫吉高速道路
- 国道
  - G316国道